# Nebojša Novaković

Nebojša Novaković  (serbiska: Небојша Новаковић), född 29 oktober 1964 i Sarajevo, Jugoslavien (nuvarande Bosnien och Hercegovina), är en före detta fotbollsspelare som bland annat vunnit SM-guld med AIK 1998 och under 2022 huvudtränare i AIK Fotboll Damer tillsammans med Jesper Björk.

## Spelarkarriär
Novaković kom till Sverige från forna Jugoslavien  med laget Dinamo ifrån Vinkovci. När Novaković kom till Sverige spelade han först i Vasalunds IF och Djurgårdens IF innan dess att han anslöt till AIK, den klubb han kommit att bli starkast förknippad med. Novaković fick under sin tid i AIK vara med om bland annat SM-guld (1998), cupguld (1997, 1999) och spel i UEFA Champions League. Novaković hade en mycket framträdande roll i AIK:s framgångsvåg. Han räknas in som en av AIK:s riktigt stora spelare genom tiderna.
Det första Novaković vann inom svensk fotboll var Svenska Cupen 1997. Även SM-guldet 1998 betydde mycket för Novaković. För under 1998 spelade AIK mediokert, fick aldrig igång sitt anfallsspel och vann Allsvenskan på endast 25 mål gjorda vilket var minst i hela allsvenskan.  Novaković gjorde årets mål under Allsvenskan 1998.
Novaković mål mot FC Barcelona i UEFA Champions League säsongen 1999-2000 på hemmaplan anses vara AIK:s mest uppmärksammade mål genom tiderna. Genom att lobba bollen över målvakten gav han AIK ledningen över de regerande spanska mästarna. Målet visades om och om igen på TV-kanaler världen över. Novaković själv anser att det är ett av hans bästa minnen i AIK som spelare, tillsammans med målet mot AEK Aten som tog AIK till UEFA Champions League.
Han gjorde sin sitt sista framträdande som aktiv den 27 oktober 2001 mot Malmö FF på Råsunda fotbollsstadion.

## Tränarkarriär
Novaković började sin tränarkarriär som assisterande tränare i Väsby IK tillsammans med Rikard Norling. Han anställdes 2004 som individuell tränare för AIK men blev efter att Richard Money lämnade klubben istället assisterande tränare under Patrick Englund. Inför säsongen 2005 återförenades han med Rikard Norling då denne anställdes som huvudtränare i AIK, Norling ställde kravet: Utan Novaković ingen Norling. Säsongen 2005 slutade med vinst i Superettan och avancemang till allsvenskan och säsongen 2006 resulterade i en andra plats i allsvenskan.
2007 gjorde Novaković ett inhopp i den 76:e minuten i en träningsmatch mot Visby IF Gute. AIK spelade mot Visby IF Gute för att det var en klausul i deras värvning av Alexander Gerndt.
Den 10 november 2008 avgick Novaković självmant som assisterande tränare i AIK efter turbulens i klubbens ledning och styrelse. Skälet uppgavs vara att huvudtränaren Norling behandlats illa i samband med avskedandet.
Den 16 september 2010 gjorde Novaković comeback i AIK då han skrev på som assisterande tränare för klubben. Ett uppdrag han hade till 14 juni 2017, då klubben gick ut med informationen att han blivit degraderad till att bli U19-tränare.
Genom ett samarbete mellan AIK Fotboll och Vasalunds IF var Novaković januari 2018–2021 Vasalunds tränare. Han blev i maj 2022, tillsammans med Jesper Björk, huvudtränare för AIK Fotboll Dam.